# Microregione di Pedra Azul
Pedra Azul è una microregione del Minas Gerais in Brasile, appartenente alla mesoregione di Jequitinhonha.

## Comuni
È suddivisa in 5 comuni:
- Cachoeira de Pajeú
- Comercinho
- Itaobim
- Medina
- Pedra Azul